# Escudo de Montreal
El escudo de la ciudad de Montreal (armoires de la Ville de Montréal), metrópolis de la provincia canadiense de Quebec, fue adoptado en su versión actual en 1938, la evolución de la versión original de 1833. La utilización de este escudo por la ciudad tiene el día de hoy un carácter de excepción.

## Heráldica

El blasón, pieza central de las armas de la ciudad de Montreal.

Escudo de Montreal; la representación gráfica usada por la ciudad.

Las armas de la ciudad de Montreal pueden describirse así:

"De plata una cruz gules;
en el primer cantón una flor de lis azur;
en el segundo una rosa de gules tallada, hojeada y punteada de sinople;
en el tercero un cardo igual, flórido de púrpura;
en el cuarto un trébol de sinople."

Para los ornamentos exteriores:

"Timbrado de un castor acostado sobre un tronco al natural.
El escudo está rodeado de una corona de hojas de maple de sinople,
y por divisa CONCORDIA SALUS."

## Comentarios

### El escudo
- El escudo[4] de Montreal utiliza un campo de plata (color de fondo) para recordar a las primeras armas de Montreal.[5]
- La cruz, delimitando los cuarteles del escudo,[6] simboliza el papel preponderante del cristianismo en la fundación de Villa-María (Ville-Marie), primer establecimiento francés y origen de la ciudad de Montreal.
- Los cuatro cuarteles están cargados de muebles vegetales simbolizando el origen étnico de los principales grupos que constituían la población de Montreal en el siglo XIX:
  - La flor de lis de los Borbones, por la etnia de origen francés, primeros ocupantes de Montreal;
  - La rosa de los Lancaster, por la etnia de origen inglés habiendo conquistado y desarrollado la ciudad;
  - El cardo, por los ciudadanos de origen escocés;
  - El trébol, por el grupo de origen irlandés.

- El blasón de Montreal es puesto generalmente sobre un escudo con la forma francesa "moderna",[7] siguiendo al Escudo de Quebec, para subrayar la similitud de sus orígenes.

### Los ornamentos
- Un castor montado sobre el escudo que significa el carácter industrial de los montrealeses.
- El lambrequín de hojas de arce que rodea los emblemas nacionales simboliza las relaciones cordiales entre los miembros de orígenes diversos que constituyen la población montrealesa; el arce (acer saccharum) recuerda la pertenencia canadiense del territorio de Montreal.
- Un listón porta la divisa "Concordia Salus" ("la salvación a través de la concordia") subraya el blasón para recordar que fue el buen entendimiento entre los pueblos fundadores lo que hizo prosperar a Montreal.

## Historia
El 19 de julio de 1833, el Consejo Municipal de Montreal adopta, bajo la batuta de Jacques Viger, primer alcalde de Montreal, la versión original de las armas de la ciudad. La divisa "Concordia Salus" ya estaba presente, al igual que los muebles representando los cuatro principales orígenes de los montrealeses de la época, pero es un castor el que representa a los canadienses franceses en lugar de a los ingleses.
El 21 de marzo de 1938 se adoptó la versión actual de las armas, después de su modificación por Conrad Archambault, archivista en jefe de la Ciudad de Montreal, a fin de hacerlo conforme a las reglas de la heráldica. La flor de lis reemplazó al castor como símbolo de los "canadienses" (franceses). La selección de los ornamentos, así como la forma del escudo en la representación adoptada a la época, fueron influenciados por las corrientes francesas de los años treinta.

## Uso
Una representación gráfica oficial del escudo fue, por mucho tiempo, utilizada como identificación corriente de la ciudad de Montreal. Desde 1981, el logotipo de Montreal lo reemplazó como símbolo de los órganos administrativos de Montreal. El uso de la representación visual del escudo es desde entonces restringida a funciones o eventos protocolarios del Alcalde, en el sello de la Ciudad de Montreal, por ciertos jueces de la Corte municipal y en ciertas declaraciones oficiales de la ciudad.